# Dịch chuyển đỏ

Dịch chuyển đỏ của các vạch quang phổ trong quang phổ quang học của một siêu thiên hà rất xa (phải), được so sánh với dịch chuyển đỏ đối với Mặt Trời (trái). Bước sóng tăng lên về phía đỏ, trong khi tần số giảm xuống.

Dịch chuyển đỏ là một hiện tượng vật lý, trong đó ánh sáng phát ra từ các vật thể đang chuyển động ra xa khỏi người quan sát sẽ đỏ hơn. Hiện tượng này là hệ quả của hiệu ứng Doppler, khi các vạch phổ trong phần ánh sáng biểu kiến chuyển dịch về phía phổ đỏ do tần số sóng điện từ (của ánh sáng, sóng vô tuyến...) của các thiên hà, quasar hay các thiên thể xa khác bị giảm xuống. Từ đó mà xuất hiện tên "chuyển dịch đỏ". Chuyển dịch đỏ càng lớn thì vật thể quan sát chuyển động ra xa khỏi người quan sát càng nhanh.
Nhờ vào dịch chuyển đỏ mà người ta phát hiện ra các thiên hà đang chuyển động ra xa nhau hay rộng hơn là sự giãn nở vũ trụ "Metagalaxy", xác định chuyển động riêng của các sao đối với Trái Đất. Thuyết tương đối rộng đã phán đoán vấn đề chuyển dịch đỏ khi các quang tử mất giảm năng lượng khi thoát ra khỏi trường hấp dẫn - sự truyền sóng vào trường yếu hơn.
Ngược lại với chuyển dịch đỏ là chuyển dịch xanh.

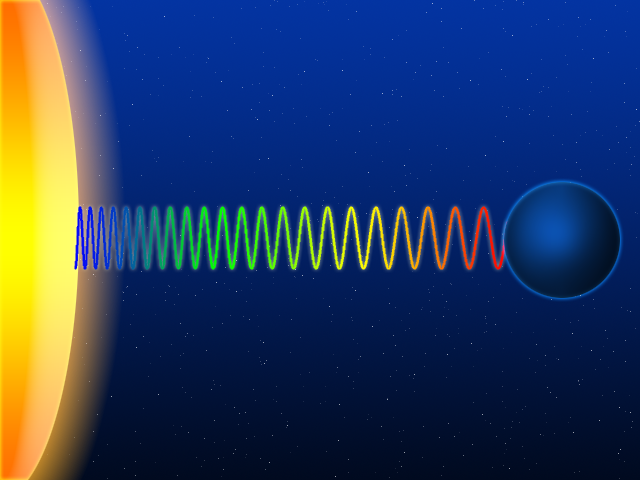
Lực hấp dẫn kéo ánh sáng dịch chuyển về phía đỏ
Dịch chuyển đỏ và dịch chuyển xanh.